# Mortal kombat (muzička grupa)
Mortal kombat je srpska muzička grupa iz Beograda. Žanrovski se najčešće svrstava u hevi metal i pank rok. Članovi grupe navode da su njihove pesme bazirane na tvrdom zvuku i provokativnim tekstovima, kojima na satiričan način opisuju svoje viđenje modernog društva i okruženje u kome živimo.

## Članovi

### Sadašnji
- Miloš Kričković (Kriki) — vokal, ritam gitara (2009—)
- Miloš Georgijević (Gera) — bas-gitara (2011—)
- Stefan Dželetović (Džela) — bubanj (2014—)
- Srđan Ranisavljević (Ranis) — ritam gitara (2016—)
- Filip Damjanović (Fića) — solo gitara (2016—)

### Bivši
- Deda — bas-gitara (2009—2011)
- Nenad Stošić (Stole) — bubanj, prateći vokal (2009—2013)
- Marko Lazović (Laza) — gitara (2009—2016)

## Diskografija

### Studijski albumi
- Smrtonosna šorka (2011)
- Runda 2, udri! (2013)[3]
- Besprekorna pobeda (2016)
- Decenija (2019)
- Bludni sin (2023)

### Video izdanja
- Antievrovizijski koncert #4 (2013)

## Spoljašnje veze
- Zvanični veb-sajt
- Mortal kombat na sajtu
- Mortal kombat na sajtu
- Mortal kombat na sajtu
- Mortal kombat na sajtu